# Talon (Francia)
 Talon  es una población y comuna francesa, situada en la región de Borgoña-Franco Condado, departamento de Nièvre, en el distrito de Clamecy y cantón de Tannay.

## Demografía
| 70 | 65 | 73 | 45 | 57 | 57 |
| Para los censos de 1962 a 1999 la población legal corresponde a la población sin duplicidades (Fuente: INSEE [Consultar]) |    |    |    |    |    |